# Токінівае
Токінівае - острів атолу Нуї в штаті Тувалу в Тихому океані.   Традиція нуї свідчить, що Колака, воїн з Нукуфетау, кілька разів здійснював набіги на Токініве, поки його не вбили та поховали в Тарарорае. 

## зовнішні посилання
- Карта Нуї із зображенням Токініве